# Ariège (řeka)
Ariège je řeka v Andoře a na jihu Francie (Midi-Pyrénées, Languedoc-Roussillon). Její celková délka je 164 km. Plocha povodí měří 3860 km² a zasahuje na území Andorry a tří departementů (Pyrénées-Orientales, Ariège, Haute-Garonne).
Římané nazývali řeku Aurigera, což je odvozeno od latinského slova Aurum a souvisí to s tím, že je řeka zlatonosná.

## Průběh toku
Pramení na severních svazích Pyrenejí na hranicích Andorry a francouzského departementu Pyrénées-Orientales, v nadmořské výšce přibližně 2400 m na území obce Porta v ledovcovém karu Cirque de Font-Nègre. Ústí zprava do Garonny u Portet-sur-Garonne v departementů Haute-Garonne.

## Přítoky
Přítoky delší než 20 km:
- pravé - Oriège (21,8 km), Crieu (34,8 km), Hers-Vif (134,9 km), Aïse (29,3 km)
- levé - Aston (23,5 km), Vicdessos (36,8 km), Arget (23 km), Lèze (70 km)

## Vodní režim
Zdrojem vody jsou převážně dešťové srážky. Nejvíce vody má v květnu v důsledku tání sněhu v Pyrenejích a nejnižší v září. Průměrný průtok vody činí 65 m³/s.

## Využití

### Osídlení
Protéká obcemi Porta, Porté-Puymorens, L'Hospitalet-près-l'Andorre, Ax-les-Thermes, Les Cabannes, Tarascon-sur-Ariège, Montgaillard, Foix, Varilhes, Pamiers, Saverdun, Cintegabelle, Auterive, Venerque, Labarthe-sur-Lèze, Pins-Justaret, Pinsaguel.